# 尚永王
尚永王（しょうえいおう、1559年（嘉靖38年） - 1589年1月11日（万暦16年11月25日））は、琉球王国第二尚氏王統の第6代国王（在位1573年 - 1588年）。第5代国王尚元王の第2王子。幼名は阿応理屋恵（あおりやえ）王子。神号は英祖仁耶添按司添（えぞにやすえあじおそい）、または日豊操王。
1572年（隆慶6年）に父王が薨じると、その長男の尚康伯・久米具志川王子朝通が正妃の子でなかったため、次男であった尚永が即位した。1579年には明王朝から冊封を受ける。政務に特に見るべきところもなく、1589年1月11日（万暦16年11月25日）に30歳で死去した。嗣子が無かったため、小禄御殿四世の尚寧王（尚真王の長男の浦添王子朝満の曾孫。母は尚永王の妹）が後を継いだ。

## 家族
- 父 - 尚元王
- 母 - 真和志聞得大君加那志
- 妃 - 島尻佐司笠按司加那志：童名・真満金、号・神功。父は向氏与那覇殿内一世北谷王子朝理。
- 夫人
  - 前東之按司
  - 西之按司
- 子女
  - 長女 - 阿応理屋恵按司加那志：童名・真銭金、号・南叢、尚寧王に嫁ぐ。母は妃。
  - 次女 - 聞得大君加那志：号・月嶺、母は妃。小禄御殿支流四世大里王子朝長に嫁ぐ。

## 登場作品
- 『琉球の風』（1993年1月～6月、NHK大河ドラマ、演：尾上菊五郎）